# 플로리겐
플로리겐(Florigen) 또는 개화 호르몬은 식물에서 개화를 제어 및(또는) 유발하는 가정된 호르몬 유사 분자이다. 플로리겐(Florigen)은 잎에서 생산되며 새싹과 성장 팁의 사격 정점에서 작용한다. 이식이 가능하고 종간 기능도 하는 것으로 알려져 있다. 그러나 1930년대 이후로 추구되었지만 플로리겐의 정확한 본질은 여전히 논쟁의 여지가 있다.

## 유전자와 환경의 상호작용
플로리겐의  메커니즘에서 보여지는 유전자 군과 호르몬 그리고 빛과 온도 등의 여러 복합적이고 체계적인 경우의 조합에서 이러한 개화의 작용 메커니즘이 광주기성과 함께 보고된바있다.

## 같이 보기
- 멜라토닌